# Barracas de piedra (Rincón de Ademuz)

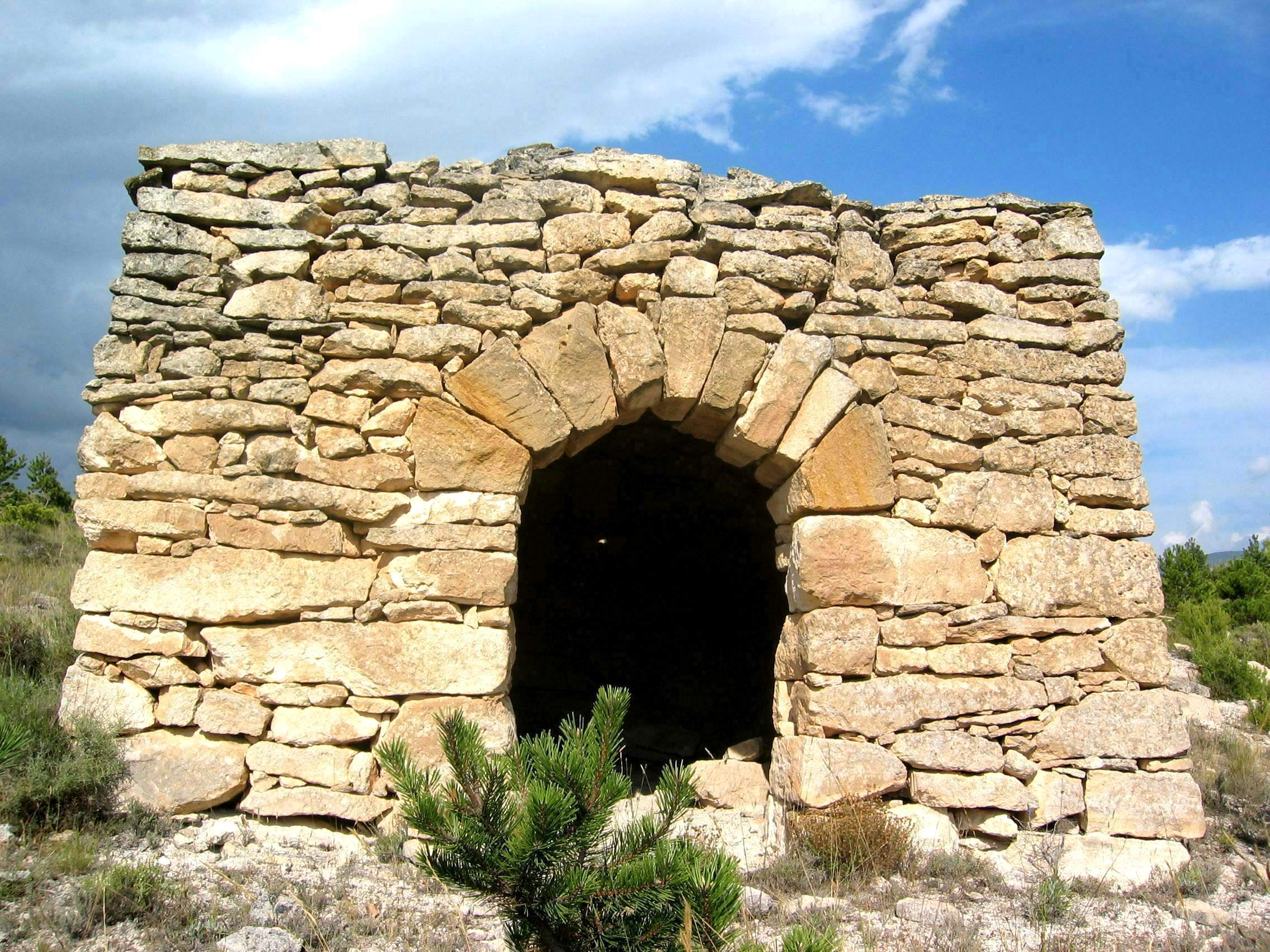
Vista frontal de una barraca de piedra en Mas del Olmo, Ademuz (Valencia).

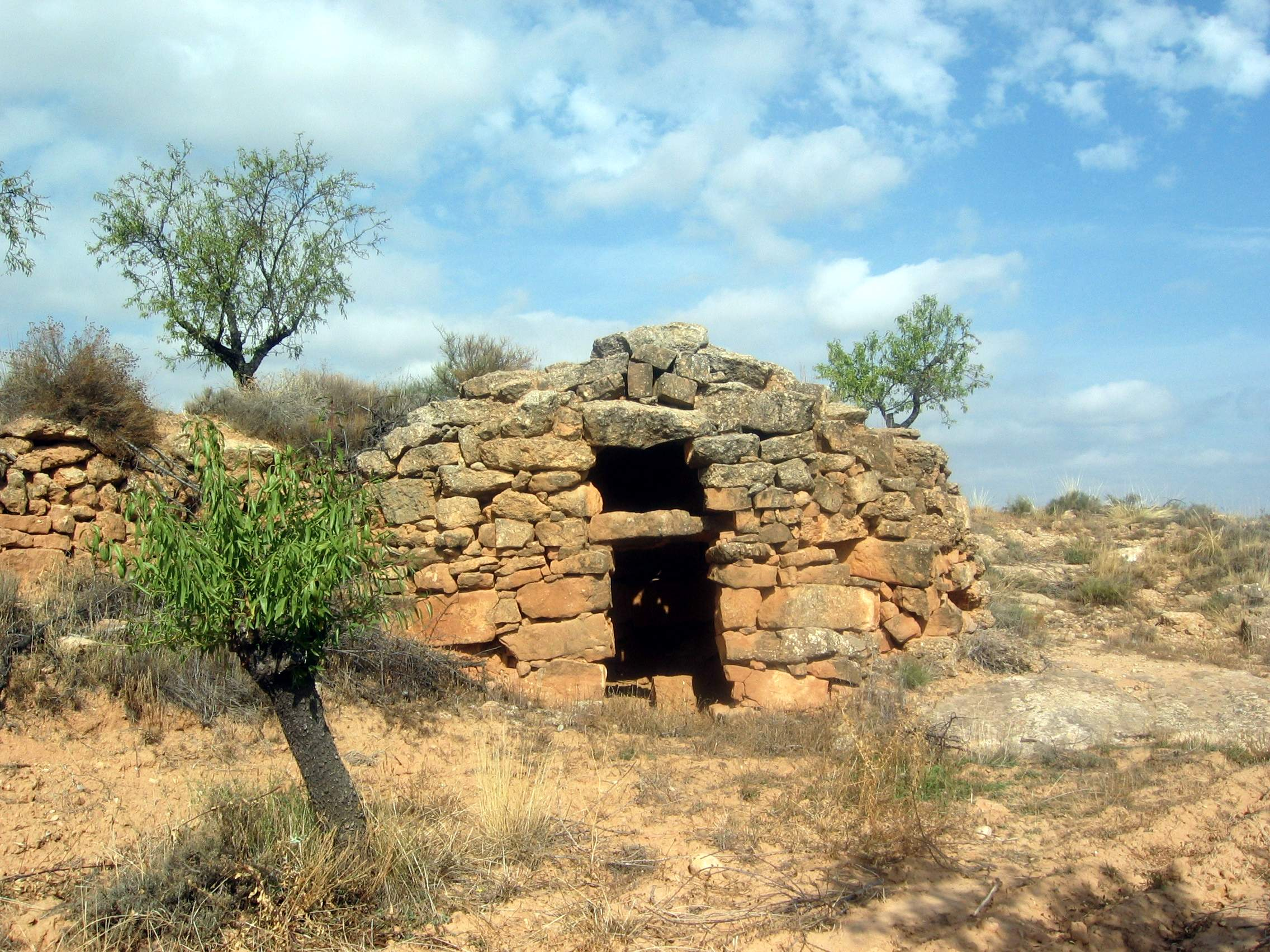
Vista frontal de una barraca de piedra en seco en las estribaciones del Pico Castro (897 m), Ademuz (Valencia).

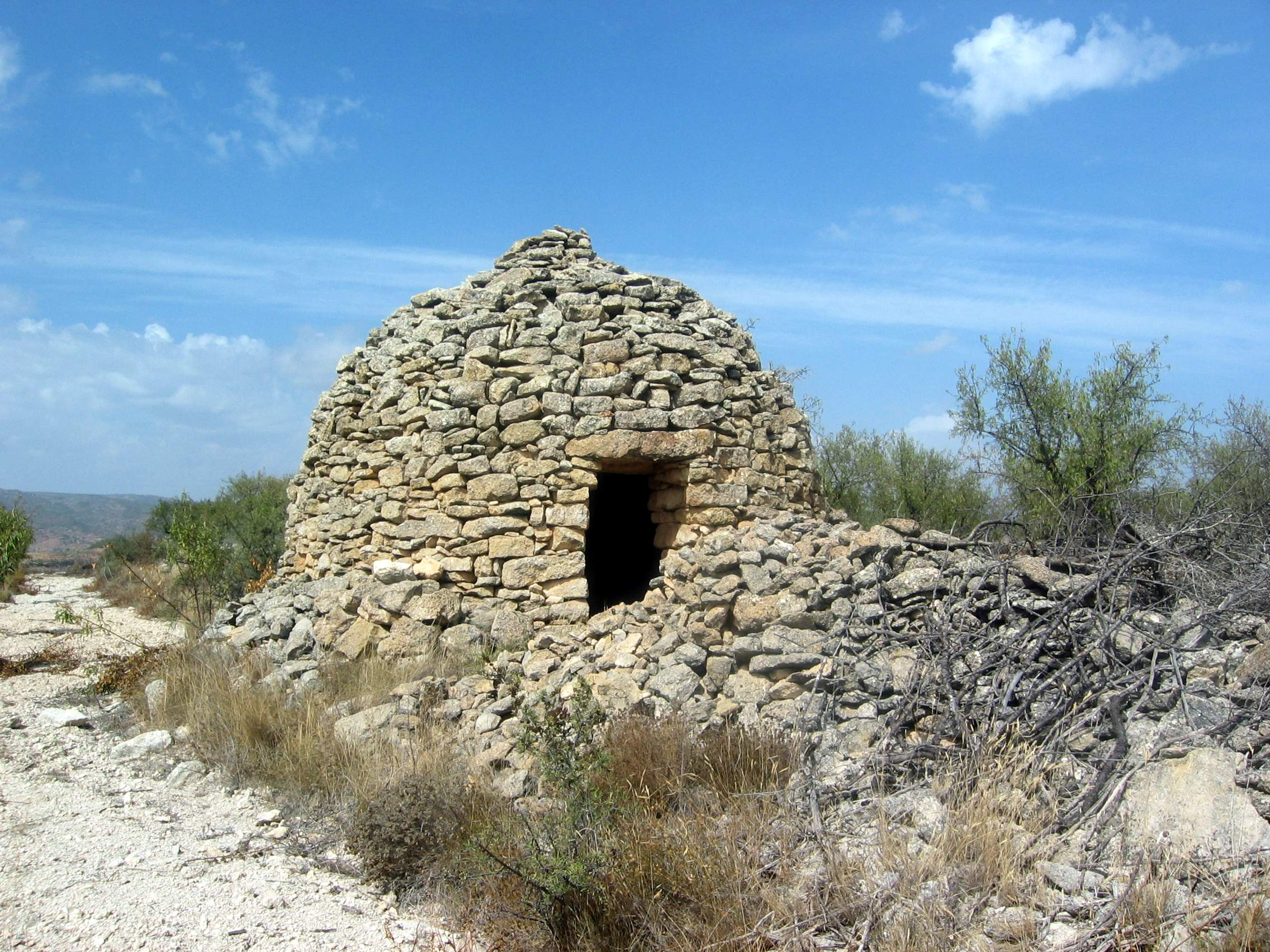
Vista frontal de una barraca de piedra en seco en Los Planos, Ademuz (Valencia), con detalle de muro.

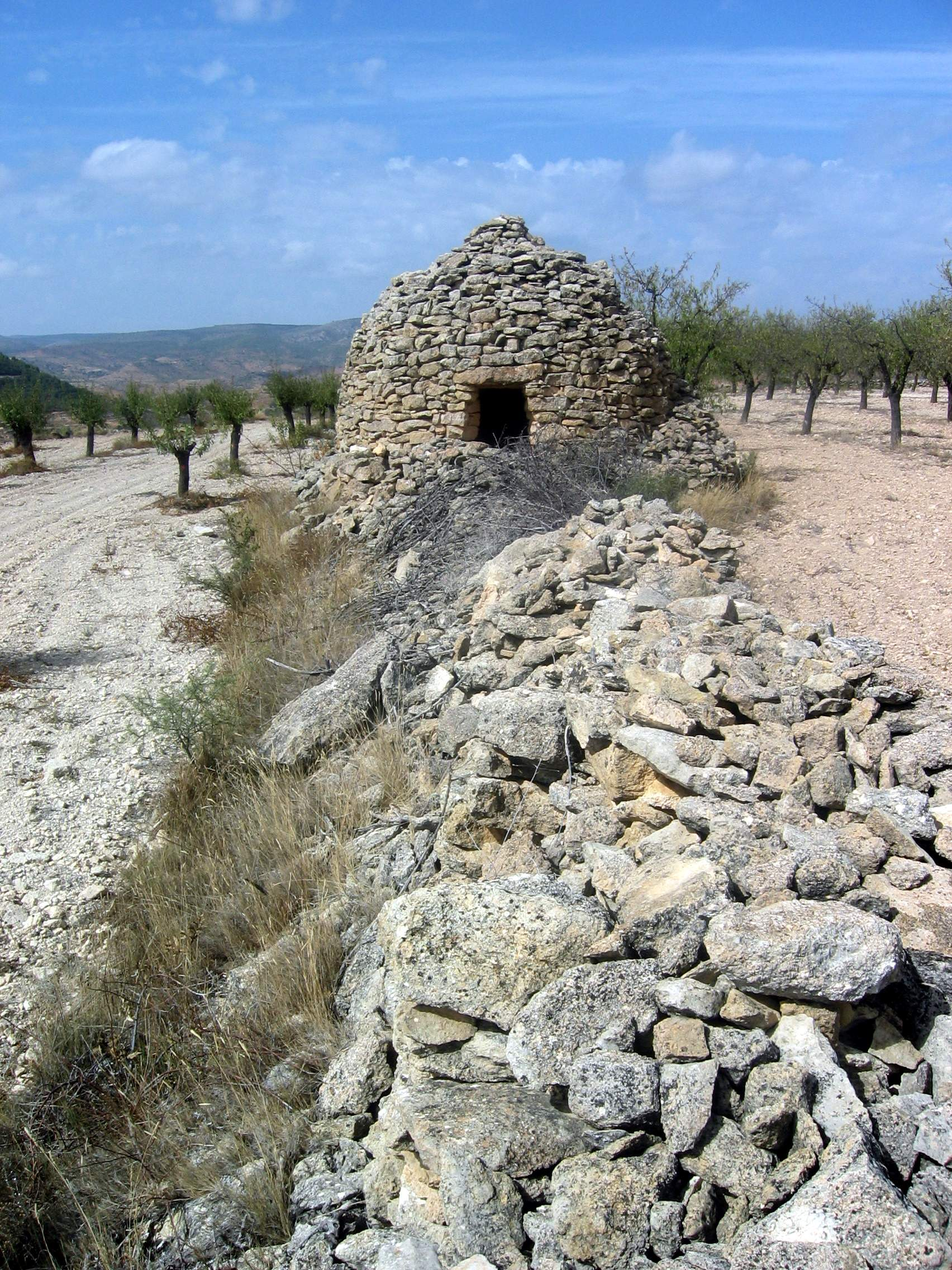
Vista frontal de una barraca de piedra en seco en Los Planos, Ademuz (Valencia), con detalle de muro.

Las barracas de piedra son unas singulares construcciones de piedra en seco existentes en distintos parajes del Rincón de Ademuz, provincia de Valencia (Comunidad Valenciana, España).
Aunque no exclusivas de esta comarca del poniente valenciano, la  fábrica de estas barracas procede de la tradición celta y han tenido y tienen como finalidad servir de refugio a pastores y agricultores. 

## Origen prehistórico
El origen de las construcciones de piedra en seco se remonta a la prehistoria, viéndose una continuidad constructiva y estética entre las nuragas de Cerdeña (Italia), los templos de Malta y los talayots y navetas existentes en Baleares (España), y el arte celta irlandés prerrománico, innegable en el misterioso Oratorio de Gallarus (Irlanda), del siglo VI. Semejantes construcciones se relacionan, asimismo, con los remotos enterramientos en cuevas (tolos de Los Millares en Almería) y el tesoro de Atreo en Micenas (Grecia).

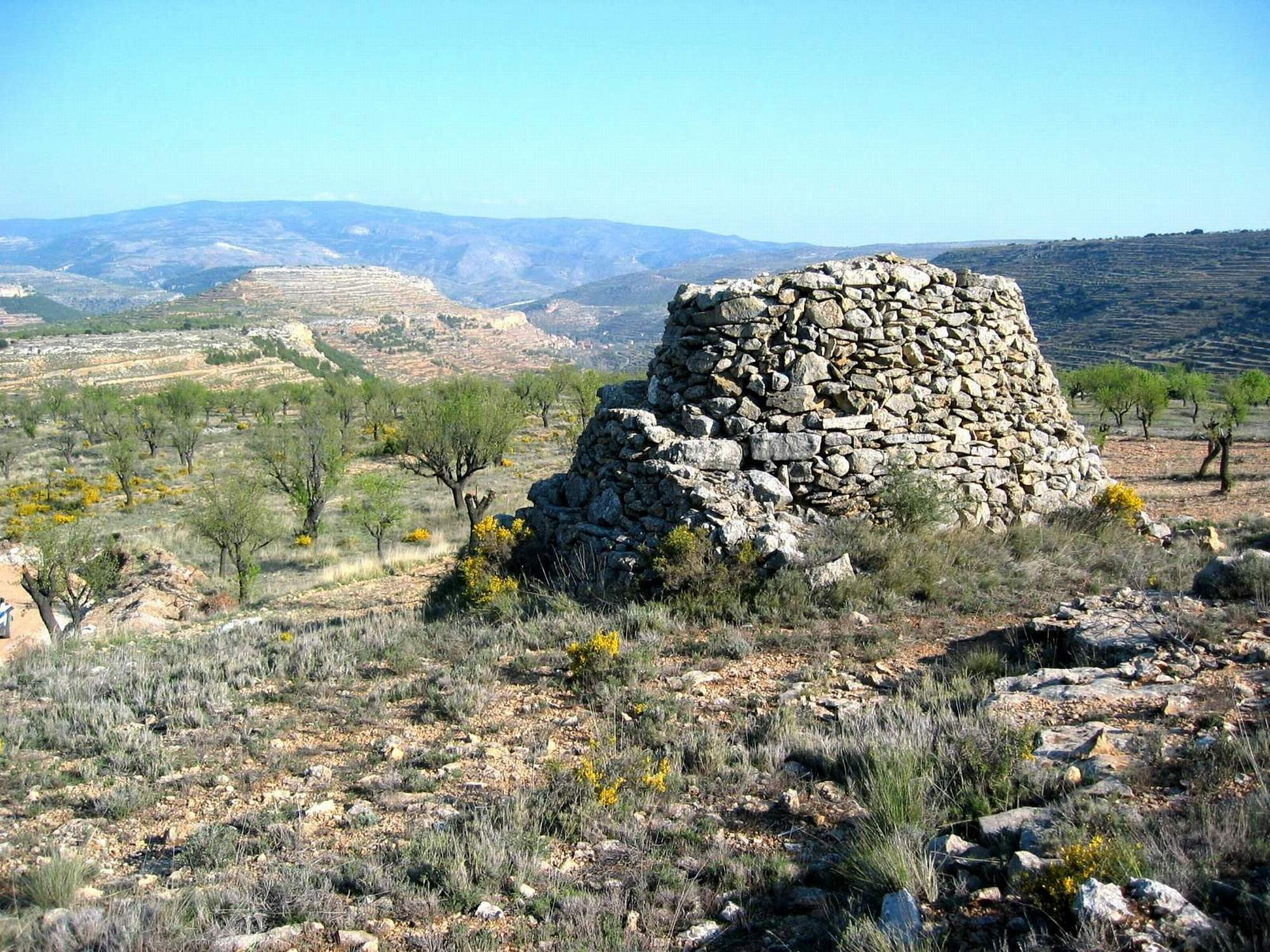
Vista posterior de una barraca de piedra en el «Camino de la Madera», Ademuz (Valencia).

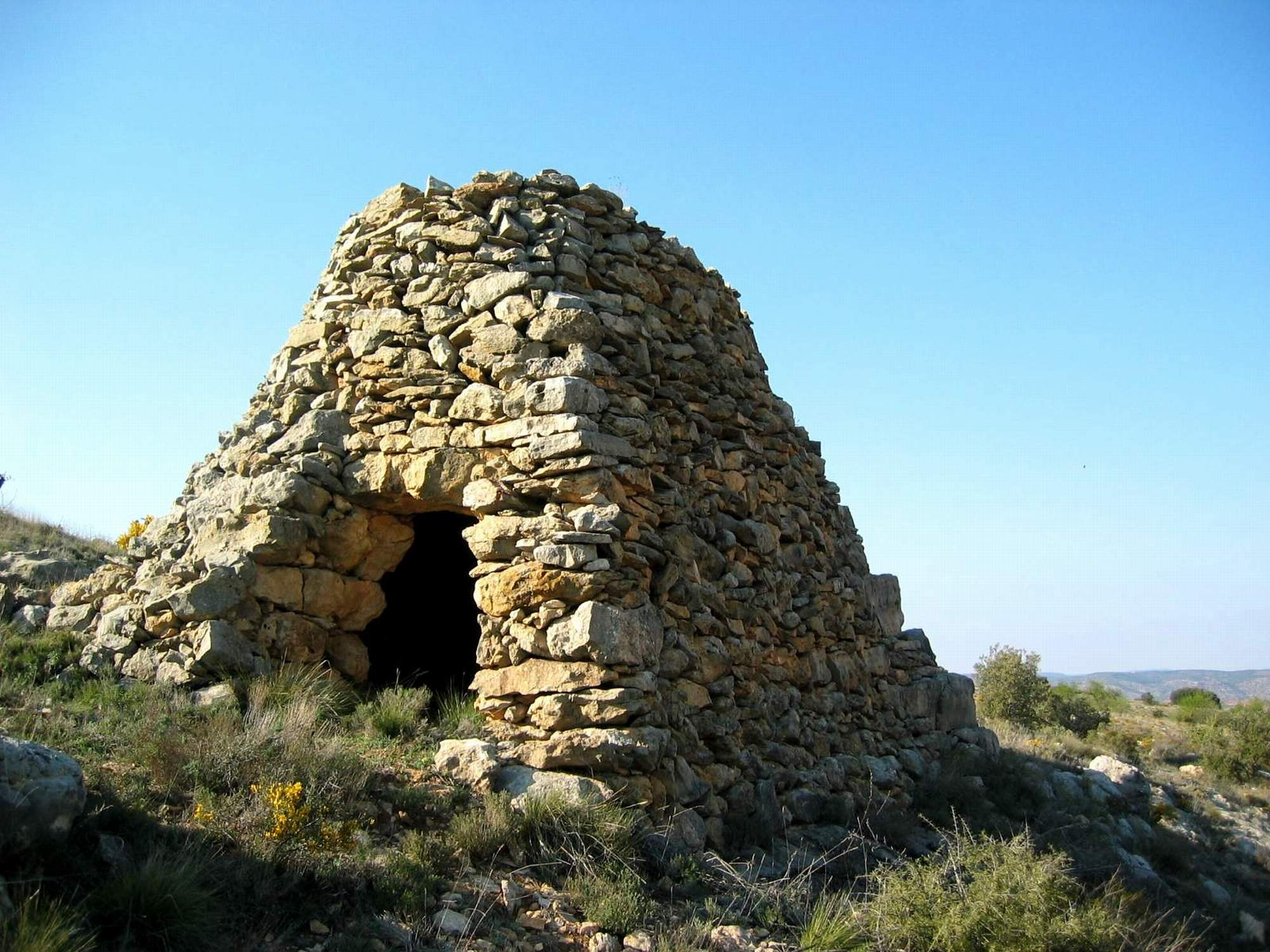
Vista frontal de una barraca de piedra en el «Camino de la Madera», Ademuz (Valencia).

En la sinonimia castellana, el término barraca proviene del italiano barraca, y este del céltico «barr», palo, tabla, aludiendo a una «caseta o albergue construido toscamente y con materiales ligeros». Construcciones semejantes, sin embargo, reciben distintos nombres en lugares diferentes: boris o «capilletes» en el sudeste de Francia; «barraques» o «cocons» en Cataluña; «mollons» o «catxerulets» en Valencia; «bombos» en Castilla-La Mancha y «tagoras» en las islas Canarias, etcétera. Propiamente, las «barracas de piedra en seco» son las «barracas de viña o de pastor», como se las conoce en otros lugares del entorno.

## Historia
Se desconoce el momento histórico en que comenzaron a construirse las barracas del Rincón de Ademuz, y no obstante ser construcciones protohistóricas de tradición celta, las existentes en la comarca no son muy antiguas. Su datación podría establecerse en relación con la evolución demográfica y las etapas económicas del territorio, que tras una inicial «Ganadero-Forestal» -principios del siglo XVII (1609)-principios siglo XVIII (1700), inicia otra de «Expansión Agrícola» (principios siglo XVIII (1713), comienzos del siglo XX (1920).
A partir de este momento, segunda década del siglo XX, empieza la «Crisis Agrícola Territorial», en la que todavía se halla la comarca, y que es coincidente con el abandono de los campos y la despoblación generalizada que afecta al mundo rural. Según este esquema, las barracas de piedra de la zona pudieron construirse en este segundo periodo de «Expansión Agrícola»: entre la segunda mitad del siglo XIX y primer tercio del siglo XX.

## Ubicación y sistema constructivo
Las barracas de piedra en seco existentes en el Rincón de Ademuz se hallan distribuidas por toda la comarca, siendo más abundantes, sin embargo, en la vertiente oriental del territorio, que corresponde al término municipal de Ademuz: entorno de Mas del Olmo, en el camino de Val de la Sabina a Sesga, «Las Clochas», etc. Aunque también existen en la vertiente occidental, donde hay notables ejemplares de este tipo de fábricas: la Barraca Grande del Pinar- en Casasbajas y la Barraca de Josezón, en Vallanca, entre otras.
Esta barracas suelen ubicarse en las zonas de montaña, más o menos alejadas de los núcleos de población, y se levantan en los márgenes de las fincas, aprovechando el terreno más baldío de las mismas.
Su planta suele ser irregular, adaptadas al terreno sobre el que asientan, aunque predominan las de base alargada y cuadrangular, menos las circulares. Suelen ser exentas, pero muchas se hallan adosadas al talud o muros de los paredones en los abancalamientos. Carecen de cimientos, alzándose directamente del suelo o aprovechando la propia piedra del terreno que sirve de fundamento. La tectónica de estas construcciones se basa en que los muros poseen dos paredes, una exterior que se levanta verticalmente con piedras careadas y otra interior que tiende a aproximarse mediante la colocación de lajas voladas desde cierta altura, hasta formar una falsa cúpula en la parte superior. 

«El entresijo de la sujeción de la cobertura se explica por la propia estructura de la falsa cúpula, cuya mecánica implica que cada laja se coloca volándola hasta un tercio aproximadamente sobre la anterior, la cual se sujeta, además, por el cabalgamiento de las laterales...».
Del paisaje, alma del Rincón de Ademuz, Alfredo Sánchez Garzón

Entre ambas paredes se colocan piedras de menor tamaño como relleno, y tierra o zahorra en la parte alta. Aunque hay variantes en la forma de cerrar la falsa cúpula, pues hay otras que dejan las lajas a cielo abierto, colocando una piedra en la parte más elevada a modo de «copete». Las hay también que dejan una abertura como chimenea, para la salida de humos, pues no es infrecuente que en el interior se hiciera una hoguera.
Los arranques de la falsa cúpula, en los ángulos que forman las paredes, poseen grandes lajas que hacen el efecto de las pechinas, de forma que conforme asciende la pared interior, curvándose hacia adentro, el engarce de los muros adquiere la forma más o menos circular o redondeada, hasta configurar la seudocúpula. 
Para reforzar la estructura y equilibrar las piedras de los paredones internos y externos se utilizan otras menores, denominadas «ripios» o «replomos», que aprovechan para rellenar los huecos y asentar las mayores. Ya que, como es característico en este tipo de construcciones, no se utiliza ningún tipo de argamasa que una las piedras.
El frontispicio de la barracas resulta peculiar, la entrada está formada por jambas de piedra con una gran losa a modo de dintel: algunas poseen un «doble dintel» -un ejemplar de este tipo particular puede verse en la vertiente septentrional del «Pico Castro» (897 m) en Ademuz-, mientras que otras, como la de «La Majadilla» en Mas del Olmo, forman un rústico arco de medio punto, basado en grandes dovelas labradas. Las cuadrangulares o alargadas, que son la mayoría, forman trabazones en los ángulos que refuerzan la estructura. La tierra, piedra o zahorra con que se cubre la techumbre de la falsa cúpula ofrece un aspecto acampanado, culminado en algunas por el citado «copete».

## Estética y valor patrimonial
El aspecto general de las barracas depende del tipo de piedra con que fueron levantadas, generalmente con la propia piedra procedente de las roturaciones iniciales, que en la zona central de la comarca corresponde a la geología terciaria, con zonas del Jurásico en el levante y poniente, donde también hay amplios espacios del Cretácico. Aunque como elemento constructivo predominan las lajas calizas planas, también las hay formadas por gruesos mampuestos irregulares, como las existentes en la zona de «Las Clochas» y «El Pinar», en Ademuz y Casasbajas, o la citada Barraca de Josezón en «El Cerro» de Vallanca.
Acerca del primitivismo y la racionalidad de estas hermosas construcciones de piedra en seco ya se manifestó el gran arquitecto modernista catalán Antonio Gaudí (1852-1926), tan amigo de las formas naturales y geológicas, y buen conocedor de las barracas de su comarca natal, «ya que la falsa cúpula describe la línea más semejanta a la funícula de la curva de presiones».
A la belleza formal de estas construcciones, ampliamente esparcidas por el paisaje, se añade su utilidad, pues servían de cobijo a los agricultores [que trabajaban en la zona, especialmente en época de siembra y recolección, cuando cultivadores y recolectores pasaban varios días lejos del pueblo], y pastores sorprendidos por alguna tormenta.
Las barracas se construían con las piedras que afloraban durante la roturación de los campos, erigiéndose en la confluencia de varias fincas, aprovechando la zona más pedregosa o baldía que no servía para el cultivo. La mayoría de ellas tienen un uso comunal, siendo de varios propietarios, como sucedía con las eras para la trilla. Aunque también las hay de un solo dueño, especialmente cuando este poseía una gran finca o varias en la zona.
Las barracas de piedra en seco del Rincón de Ademuz se hallan perfectamente integradas en el árido paisaje, hasta el punto de pasar desapercibidas al caminante desconocedor de su alto valor etnológico.
Se ha propuesto hacer un censo de todas estas humildes construcciones —barracas de piedra en seco, márgenes y contrafuertes en abancalamientos, corrales y parideras— declarándolas monumentos protegidos y de alto valor antropológico, lo cual sería importante para el conocimiento del patrimonio cultural y la puesta en valor de la comarca.

## Galería

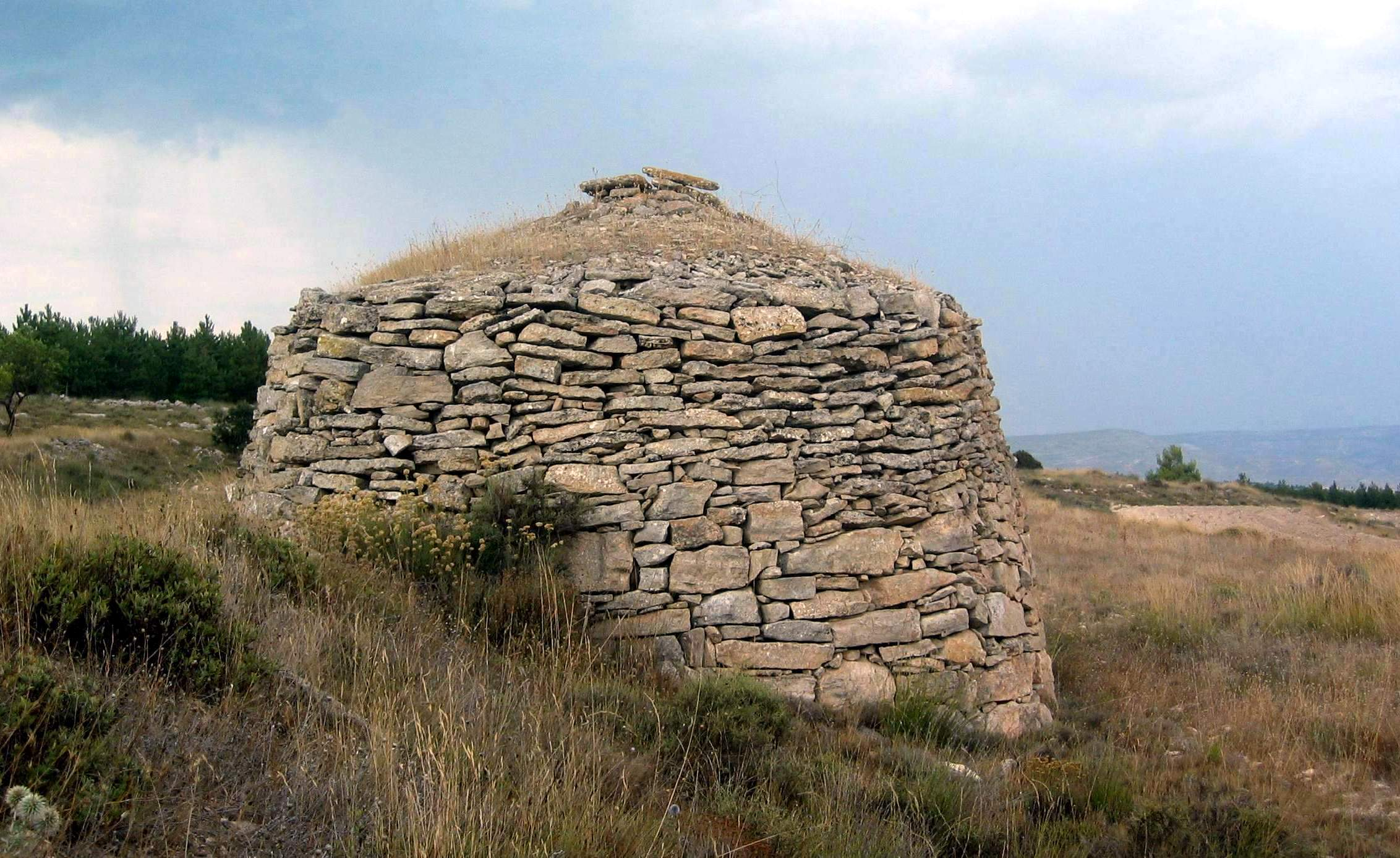
Vista posterior de una barraca de piedra en Mas del Olmo, Ademuz (Valencia).
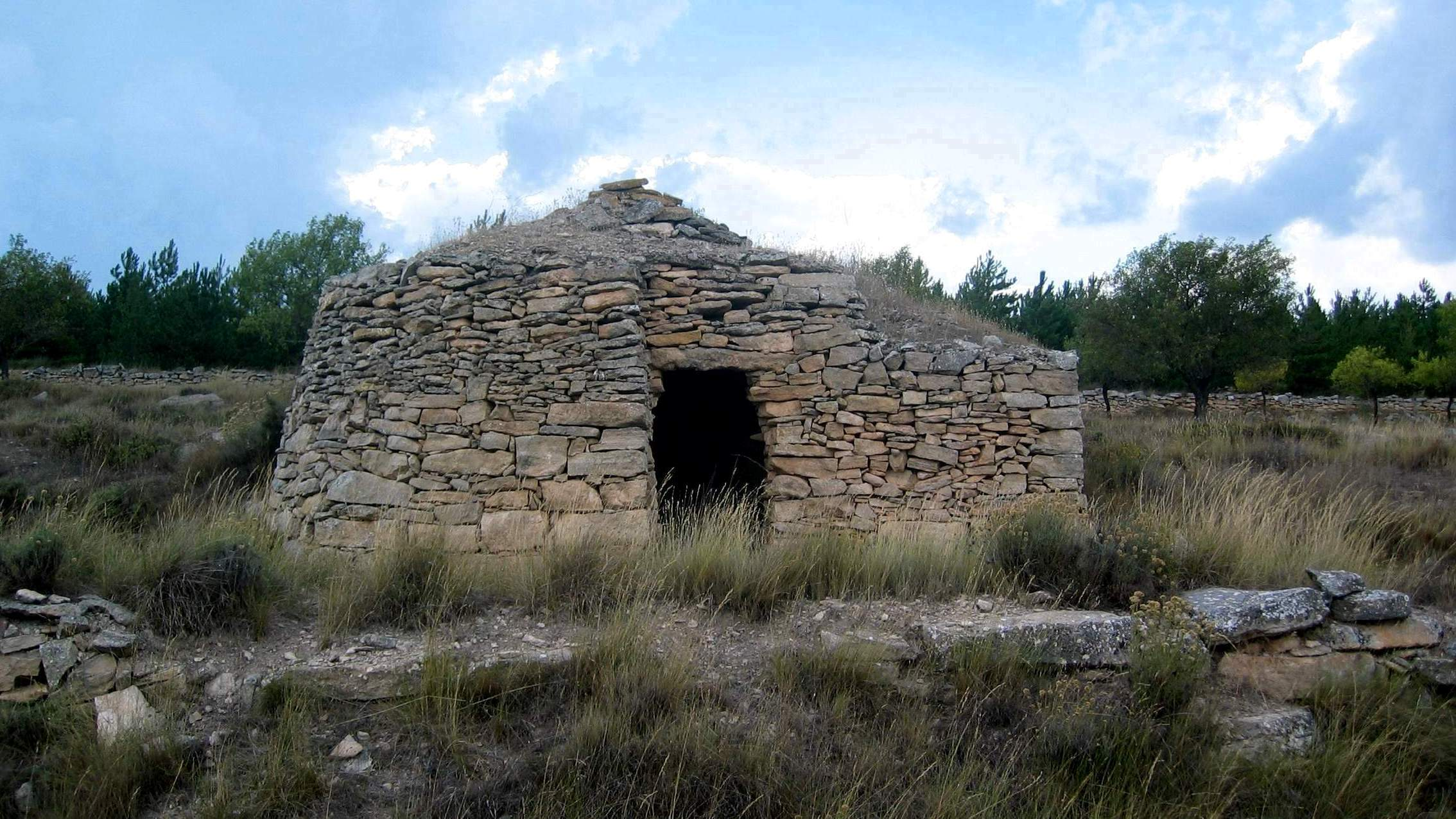
Vista frontal de una barraca de piedra en Mas del Olmo, Ademuz (Valencia).
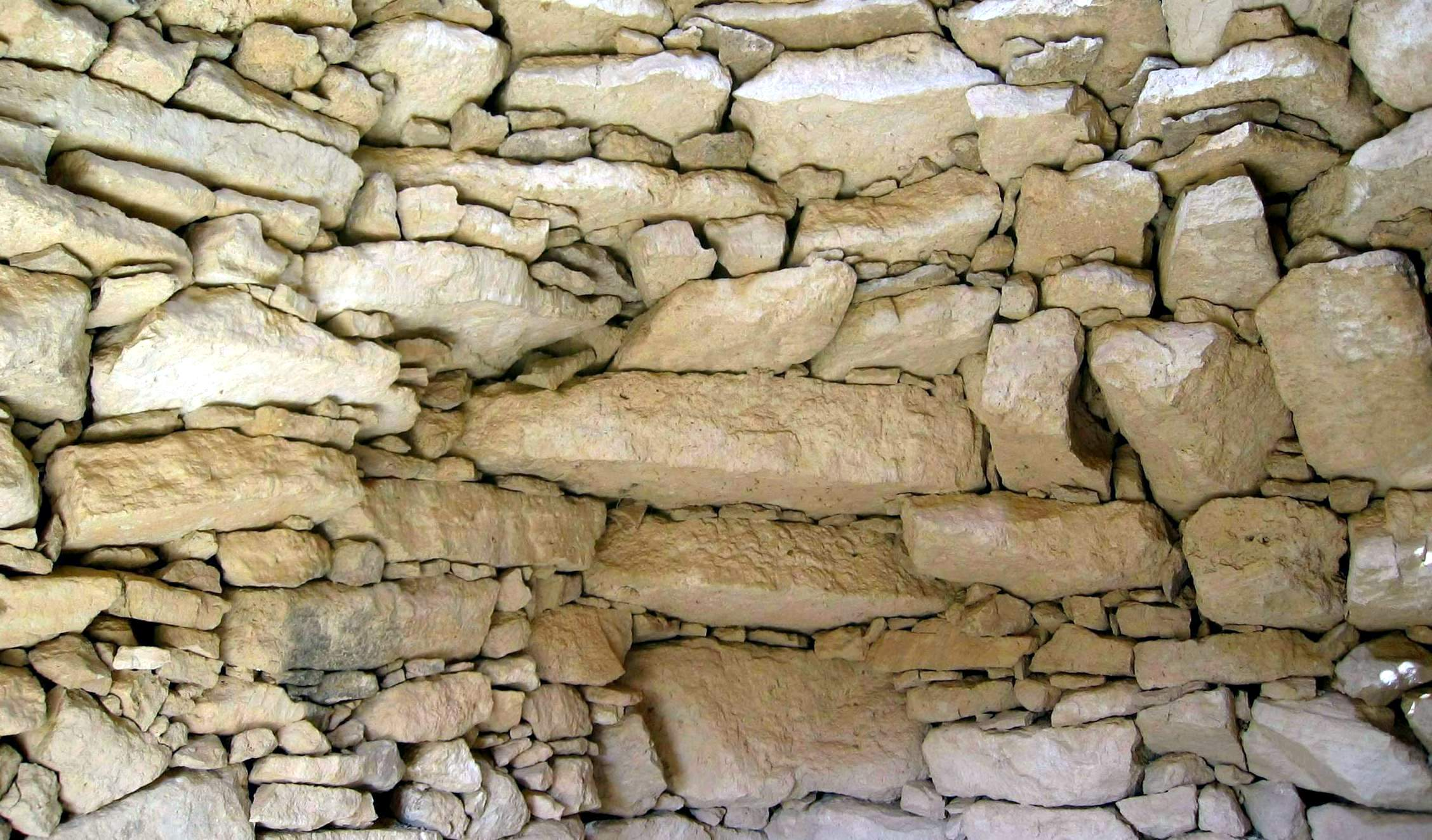
Interior de una barraca de piedra en Mas del Olmo, Ademuz (Valencia), con detalle del sistema constructivo.
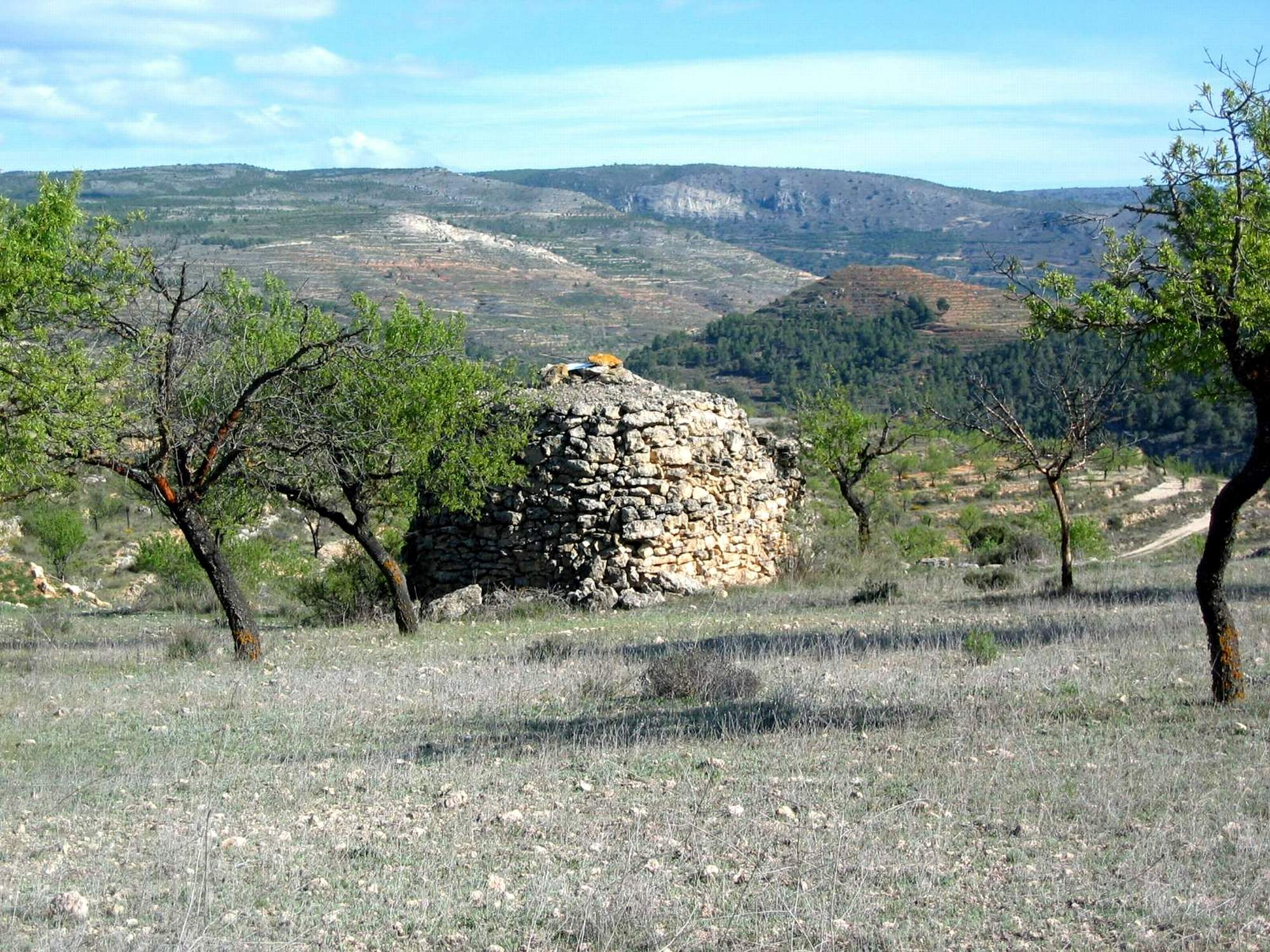
Vista posterior de una barraca de piedra en Val de la Sabina, Ademuz (Valencia).
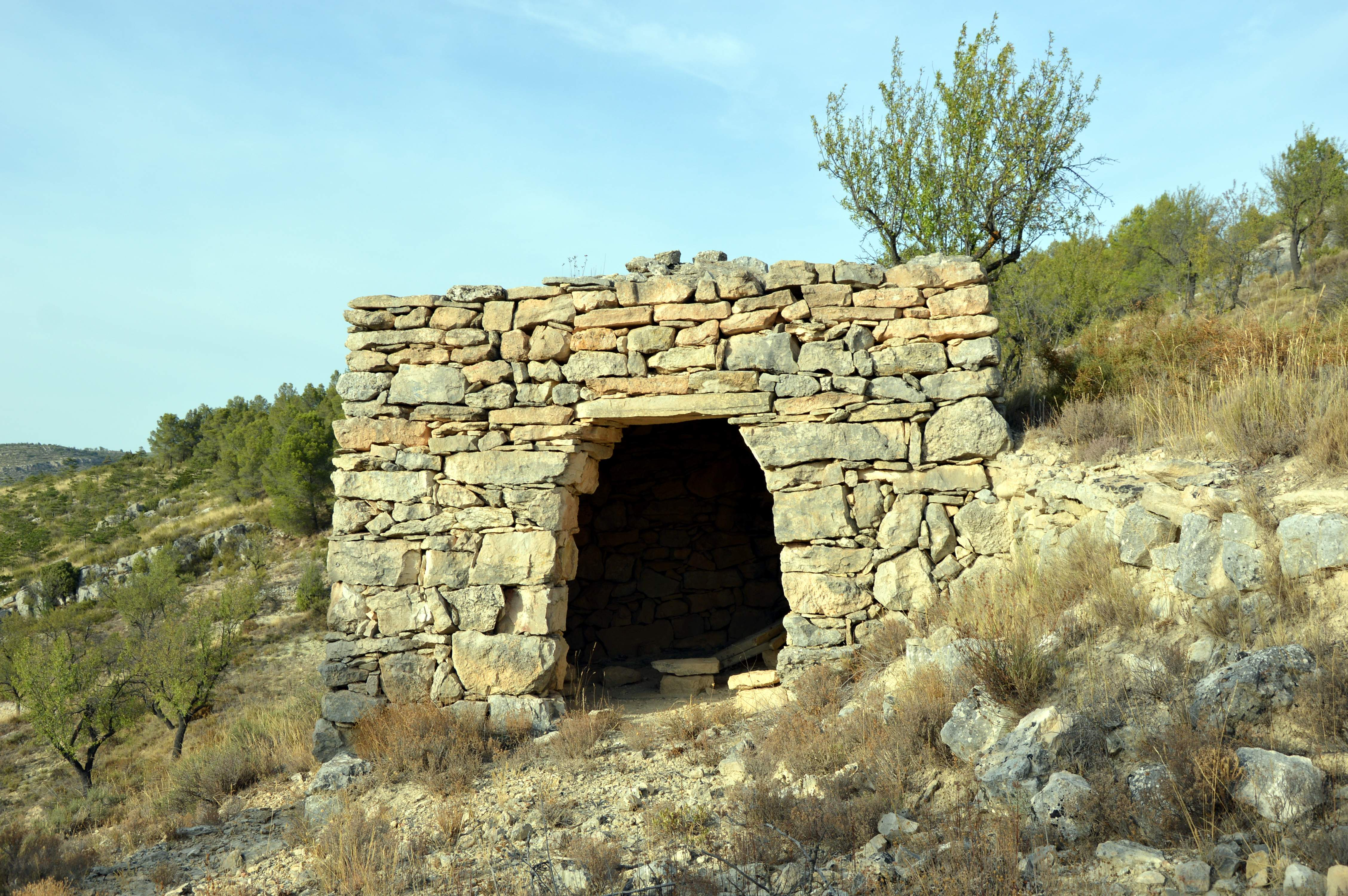
Vista frontal de una barraca de piedra en el «camino de Sesga», Ademuz (Valencia), con detalle de la entrada.
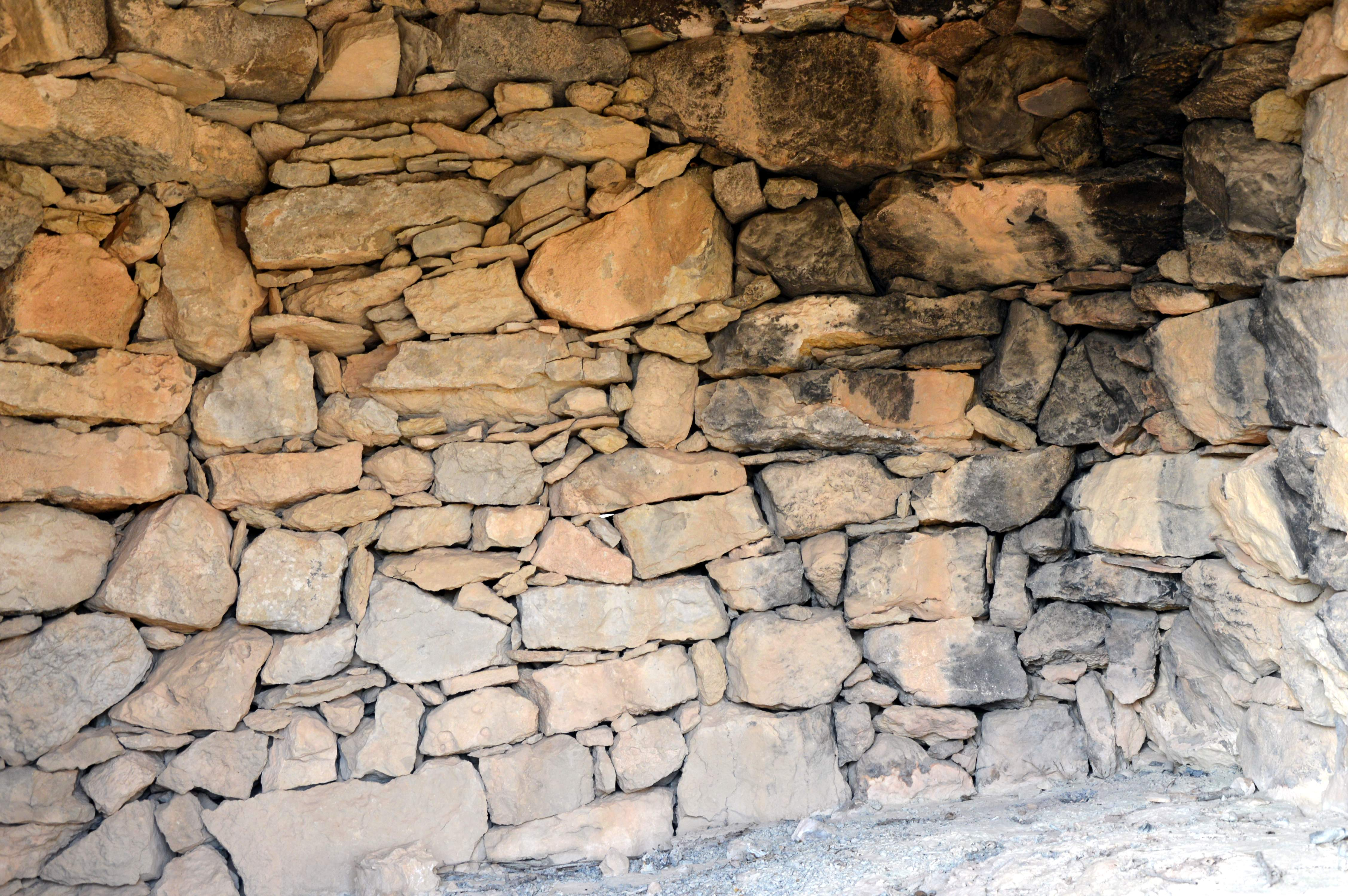
Interior de una barraca de piedra en el «camino de Sesga», Ademuz (Valencia), con detalle del sistema constructivo.